# Tepi-a Sopdet
Tepi-a Sopdet ist die Bezeichnung eines altägyptischen Dekans, der nur einen Dekan-Stern umfasste. 

## Hintergrund
Es handelt sich hierbei um Mirzam als Vorläufer von Sirius. Der traditionelle arabische Name lautet „Vorbote“ und bezieht sich vermutlich auf seine Position, da er vor Sirius aufgeht und ihn, den hellsten Stern am Nachthimmel, ankündigt. Diese Rolle gilt jedoch nicht für heliakische Aufgänge, da Mirzam wesentlich lichtschwächer als Sirius ist und einen Sehungsbogen von mindestens 13° aufweisen beziehungsweise etwa 55 Minuten vor der Sonne aufgehen muss, um heliakisch sichtbar zu sein. Außerdem benötigt Mirzam eine Mindesthorizonthöhe von 1,7°, da aufgrund der Refraktion vorher keine Sichtung erfolgen kann. Gleiche Voraussetzungen gelten für akronychische Untergänge. 
Die Angaben des Nutbuches können sich bezüglich der Dekanposition daher nur auf die akronychische Kulmination beziehen, da nur in diesem Fall Mirzam in den Dekanlisten vor Sirius rangieren kann. Mirzam erreichte im Alten Ägypten zum Zeitpunkt der Diagonalsternuhren eine Kulminationshöhe von etwa 36,6°. Sirius selbst gehörte zum altägyptischen Sternbild Sopdet.
Alexandra von Lieven verweist auf den im Nutbuch genannten Dekanstern „Tepi-a Sopdet“, der im siebten Regierungsjahr von Sesostris III. als 34. Dekan mit dem heliakischen Aufgang für den 6. Peret IV (etwa 15./21. Juni) angegeben war; die Kulmination für den 26. Achet II und der akronychische Untergang für den 26. Peret I. Die Dauer der vermerkten Unsichtbarkeit lag bei den schon kanonisch gewordenen 70 Tagen.

## Datierungen von Tepi-a Sopdet (System des Nutbuches)
| Datierungen von Tepi-a Sopdet in Memphis |                                            |                                                  |                                                |                          |
| Jahr                                     | Akronychische Kulmination                  | Akronychischer Untergang                         | Heliakischer Aufgang                           | Bemerkungen              |
| 1873 v. Chr.                             | 26. Achet II 11. bis 12. Januar Höhe 30,3° | 26. Peret I 11. bis 12. April Sehungsbogen 10,4° | 6. Peret IV 20. bis 21. Juni Sehungsbogen 2,3° | Sesostris III.           |
| 1541 v. Chr.                             | 19. Peret I 14. bis 15. Januar             | 19. Peret IV 14. bis 15. April                   | 29. Schemu II 23. bis 24. Juni                 | Ebers-Kalender           |
| 1463 v. Chr.                             | 8. Peret II 15. bis 16. Januar             | 8. Schemu I 15. bis 16. April                    | 18. Schemu III 24. bis 25. Juni                | Ramessidische Sternuhren |